# Grangölen (Ulrika socken, Östergötland, 644676-147694)
Grangölen är en sjö i Linköpings kommun i Östergötland och ingår i Motala ströms huvudavrinningsområde.